# Oskar Garvens
Oskar Garvens (auch: Oscar Garvens; geboren 20. November 1874 in Hannover; gestorben 18. November 1951 in Berlin) war ein deutscher Bildhauer, Zeichner und Karikaturist, der seit den 1920er Jahren im Kladderadatsch antisemitische sowie fremden- und menschenfeindliche politische Karikaturen im Sinne des Nationalsozialismus verbreitete.

## Leben

### Familie
Oskar Garvens wurde zu Beginn des Deutschen Kaiserreichs in Hannover geboren als zweitältestes von vier Kindern des Kaufmannes Franz Garvens (geboren 13. Februar 1846 in Hannover; gestorben 18. August 1921 ebenda), Inhaber des Unternehmens Carl Wilh. Runde und Bruder unter anderem des geadelten Kaufmannes und Fabrikanten Wilhelm Garvens, und dessen Ehefrau Helene (geboren 25. Mai 1851 in Hannover; gestorben 29. Juli 1879 ebenda), einer Tochter des ehemals Königlich Hannoverschen Hofgoldarbeiters Wilhelm Conrad Joseph Lameyer aus dem Hause des Juweliers Lameyer & Sohn und der Marie Cathrine, geborene Segeler.
Vor 1912 heiratete Oskar Garvens Margarete Unger († in Berlin), mit der er die beiden Kinder Klaus (geboren 9. September 1912 in Berlin; gestorben 1949 in Falkenstein im Taunus) und Ursula (geboren 1914 in Berlin; gestorben 1965 in München) hatte.

### Werdegang

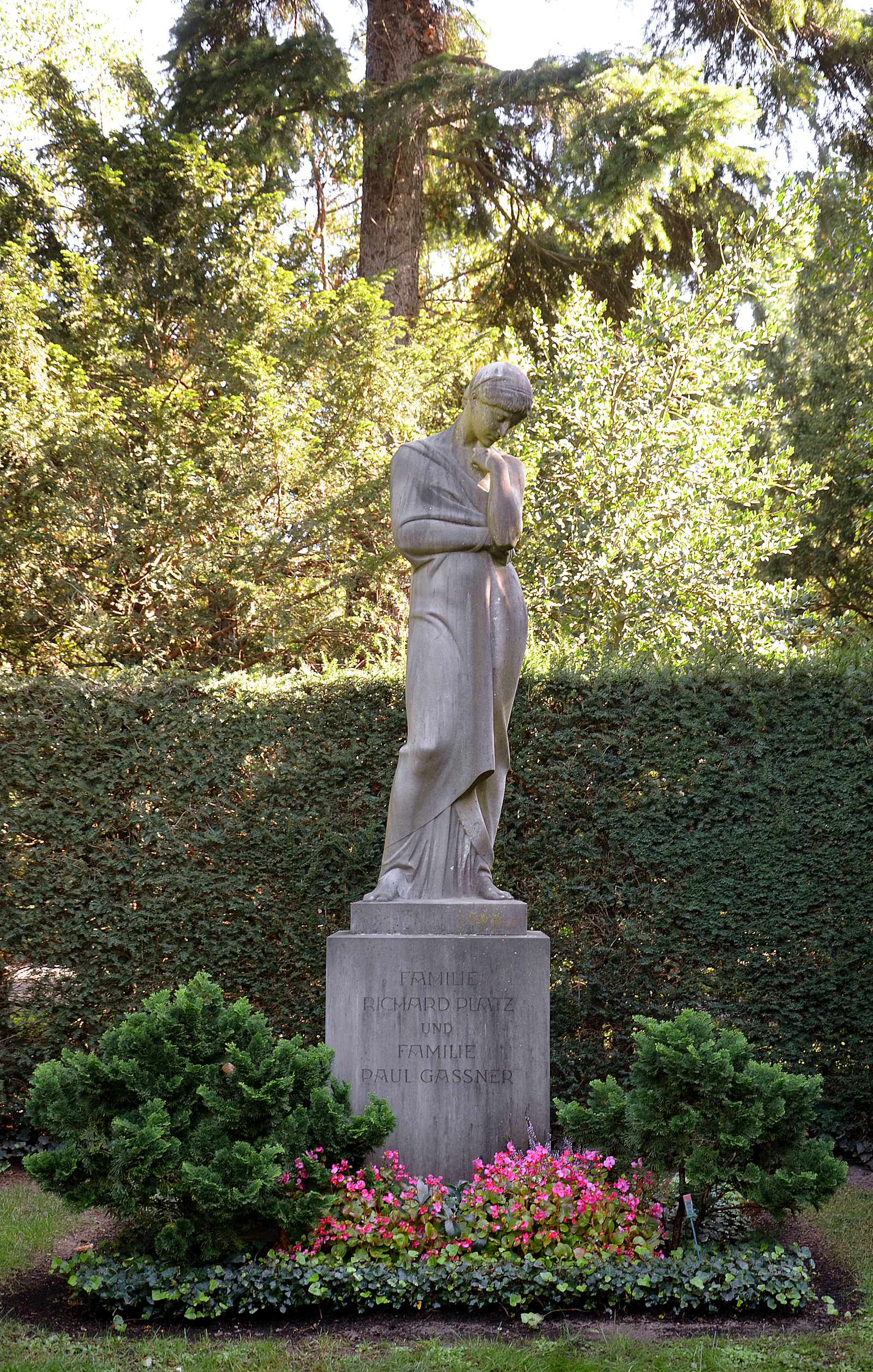
Um 1920 von Garvens für die Familien Richard Platz und Paul Gassner geschaffenes Grabmal auf dem Stadtfriedhof Engesohde in Hannover

Oskar Garvens durchlief eine Ausbildung zum Bildhauer und schuf anfänglich insbesondere monumentale Genre-Plastiken. Für das Neue Rathaus in seiner Geburtsstadt schuf er unter anderem Reliefs für die Innenausstattung sowie eine Fürstenfigur auf der Südseite des Rathauses zum Maschpark hin. Zudem lieferte er die Vorlage für zur Einweihung des Gebäudes 1913 geprägte Erinnerungsmedaille.
Ab 1919 wandte sich Garvens nahezu ausschließlich politischen Karikaturen zu, wurde 1924 ständiger Mitarbeiter des Karikaturenblattes Kladderadatsch. Seine Zeichnungen waren zumeist flächig, plakativ und klar gegliedert. Sie vermittelten gegenüber Nicht-Deutschen eine deutschnational-chauvinistische Weltsicht. Sie wandten sich gegen die Moderne, griffen deren Künstler, Kunstvermittler und Publikum an. Menschen – vor allem auch Juden oder politische Gegner des Nationalsozialismus wie etwa Sozialdemokraten – verzerrten sie und setzten sie bildhaft herab, während Garvens zugleich die Kunstpolitik der Nationalsozialisten wohlwollend kommentierte.
Die Gedenkstätte Yad Vashem entwickelte für die Internationale Schule für Holocaust-Studien (ISHS) einen Unterrichtsplan für die Klassen 9 bis 12, insbesondere zur Analyse einer von Oskar Garvens gefertigten vierteiligen Karikatur aus dem Jahr der Machtergreifung 1933. Unter dem Titel „Der Bildhauer Deutschlands“ zeigt die Bildfolge Adolf Hitler, dem ein stereotyp jüdisch gezeichneter kleiner und demütig wirkender Künstler mit Brille auf der großen Nase dem Diktator eine Skulptur anbietet, die ein Gewimmel aus kleinen und miteinander kämpfenden Menschen zeigt. Daraufhin zerschlägt Hitler die Skulptur und formt aus der verbliebenen Masse einen übergroßen, kraftstrotzenden nackten Mann – den propagierten „Arier“ und „Herrenmenschen“, mit heroischem Gestus in die Ferne blickend.
Während des Zweiten Weltkriegs wurde Garvens im Juli 1940 bei einer Würdigung der „[…] politisch besten Karikaturisten“ im Sinne der Nationalsozialisten bezeichnet und erhielt, gemeinsam mit seinen Kollegen Andreas Paul Weber, Schweitzer-Mjölnir, Erich Köhler und Gerhard Brinkmann, 1.000 Reichsmark als Gratifikation.